# Oasis (bokband)
För andra betydelser, se Oasis (olika betydelser).
Oasis är skinn av get och garvas traditionellt med sumak. Oasis används huvudsakligen till finare bokband. Det kommer ursprungligen från Centralafrika.